# Equipo de Copa Davis de Honduras
El Equipo hondureño de Copa Davis, representa a Honduras en la competencia de Copa Davis de tenis y se rigen por la Federación Hondureña de Tenis.
Honduras actualmente compite en el Grupo III de la Zona Americana. Ellos han alcanzado el quinto lugar del Grupo III de la Zona Americana, en solo cinco ocasiones.

## Historia
Honduras participó en su primera Copa Davis en 1998.

## Plantel
| Jugador            | Individuales | Dobles |
| ------------------ | ------------ | ------ |
| Ricardo Lau Cooper | 2 - 1        | 0 - 3  |
| Keny Turcios       | 10 - 14      | 8 - 10 |
| Alejandro Obando   | 5 - 14       | 4 - 8  |
| Ricardo Pineda     | 4 - 6        | 3 - 13 |